# Coupe du Brésil de football 2015
Navigation
Édition précédente Édition suivante
La Coupe du Brésil de football 2015 est la 27e édition de la Coupe du Brésil de football.
La compétition a débuté le 8 février 2015 et s'est terminée le 2 décembre 2015.

## Format
La compétition se joue en matchs aller et retour.
Le premier tour est composé de 80 participants, les 40 vainqueurs participent au deuxième tour, les 20 vainqueurs sont rejoints par 12 équipes de première division pour le troisième tour. Lors des deux premiers tours, si l'équipe visiteuse gagne par au moins deux buts d'écart le match retour est annulé.
Les vainqueurs du troisième tour participent aux huitièmes de finale, jusqu'à la finale les matchs se déroulent également en aller et retour, en cas d'égalité la règle du but extérieur est appliquée, sinon une séance de tirs au but départage les équipes.
Le vainqueur se qualifie pour la Copa Libertadores 2016. 

## Finales
| 25 novembre 2015 | Santos Futebol Clube | 1 – 0   | Sociedade Esportiva Palmeiras | Stade Urbano-Caldeira, Santos |                      |
|                  |                      | (0 - 0) |                               | Spectateurs : 14 116          | Spectateurs : 14 116 |

| 2 décembre 2015 | Sociedade Esportiva Palmeiras | 2 – 1   | Santos Futebol Clube | Allianz Parque, Sao Paulo |                      |
|                 |                               | (0 - 0) |                      | Spectateurs : 39 660      | Spectateurs : 39 660 |
|                 | Tirs au but 4 - 3             |         |                      | Spectateurs : 39 660      | Spectateurs : 39 660 |

Le Sociedade Esportiva Palmeiras remporte sa troisième Coupe du Brésil.